# Acraea katerensis
Acraea katerensis är en fjärilsart som beskrevs av Stoneham 1943. Acraea katerensis ingår i släktet Acraea och familjen praktfjärilar. Inga underarter finns listade i Catalogue of Life.